# Mikra Anglia
Mikra Anglia é um filme de drama grego de 2013 dirigido e escrito por Pantelis Voulgaris e Ioanna Karystiani. Foi selecionado como representante da Grécia à edição do Oscar 2014, organizada pela Academia de Artes e Ciências Cinematográficas.

## Elenco
- Pinelopi Tsilika - Orsa Saltaferou
- Sofia Kokkali - Moscha Saltaferou
- Aneza Papadopoulou - Mina Saltaferou
- Andreas Konstantinou - Spyros Maltabes
- Maximos Moumouris - Nikos Vatokouzis
- Vasilis Vasilakis - Savvas Saltaferos
- Christos Kalavrouzos - Aimilios